# 大屯营镇
大屯营镇是中国湖南省宁乡市下辖镇，位于宁乡市东南部，处宁乡市、韶山市二市交汇处。地缘上，大屯营辖域北与花明楼镇接壤，东与道林镇毗邻，西南部与韶山市相连。辖域面积106.2平方公里，人口4.3万人（2000年人口普查39,819人）。

## 历史
于1995年由原石家湾乡和三仙坳乡合并设立。

## 区划
截止2016年，下辖1个社区6个村，分别是石家湾社区、靳兴村、大屯营村、白洋村、韶光村、梅湖村和三仙坳村。

## 地理
靳江流经大屯营镇。

## 教育
- 高中：宁乡九中

## 交通
韶山高速公路穿过大屯营镇。
沪昆高速铁路途径大屯营镇。
县道X089从西南往东北穿过大屯营镇，东北是道林镇。
县道X217往西北穿过大屯营镇，到达花明楼镇。

## 出身名人
- 欧阳钦，政治人物。
- 周达武：将军。
- 朱剑凡，教育家。
- 成文山：教育家，曾任湖南大学校长。